# カミヤツデ
カミヤツデ（紙八手、学名：Tetrapanax papyrifer）とはウコギ科の常緑低木。別名、ツウソウ（通草）、 ツウダツボク（通脱木） 。カミヤツデ属唯一の現生種である。

## 特徴
中国、台湾原産の常緑低木である。日本では植栽すると落葉することが多いが、暖地では常緑で生育し、野生化しているところもある。葉はヤツデと同様に大柄な掌状深裂の形だが、葉質は遙かに薄く、つやがない。
花期は11～12月頃で、普通のヤツデと同様に淡黄白色の丸い小花の塊があり、その塊の集団が円錐形になる（球状の散形花序を円錐状につける）。葉は70cmくらいと大型である。
また茎の髄から通草紙（つうそうし）という造花や書画で使う紙の一種をつくり、これが「紙八手」という名前の由来となっている。